# 198700 Nataliegrünewald
198700 Nataliegrünewald è un asteroide della fascia principale. Scoperto nel 2005, presenta un'orbita caratterizzata da un semiasse maggiore pari a 2,8754942 UA e da un'eccentricità di 0,2228901, inclinata di 13,07522° rispetto all'eclittica.
L'asteroide era stato inizialmente battezzato 198700 Nataliegrönewald per poi essere corretto nella denominazione attuale.
L'asteroide è dedicato a Natalie Apitzsch Grünewald, figlia dello scopritore.